# 童信
童信，浙江金华永康人，是一名明朝政治人物。
童信曾于天顺七年(1463年)接替周天民任漳州府知府一职，成化二年(1466年)由潘本宜接任。